# Рушевине цркве Богородице Браинске
Рушевине цркве Богородице Браинске се налазе у насељеном месту Браина, у општини Подујево, на Косову и Метохији. Представљају непокретно културно добро као споменик културе.
Село Браина, данас албанском село у жупи Лаб, око 25 км југоисточно од Подујева, историјски извори помињу још у 14. веку, када га је цар Урош, између 1355. и 1371. године, повељама даровао светогорском манастиру Св. Пантелејмона. Историјски извори помињу три цркве из 14. века: Богородица Пречиста Браинаса (Браинска), Свети Никола и Свети Петар, обе као метоси истог манастира. У селу постоје и остаци старог српског гробља, оскрнављеног у Другом светском рату.
Археолошки неистражени, остаци цркве високо на брду изнад села, зарасли су у коров.

## Основ за упис у регистар
Решење Покрајинског завода за заштиту споменика културе у Приштини, бр. 524 од 20. јула 1966. Закон о заштити споменика културе (Сл. гласник СРС бр. 51/59).